# 만정
만정(萬政)은 사서가 아닌 소설 《삼국지연의》에 등장하는 가공의 인물이다. 제갈량의 제1차 북벌에서 곽회의 부장으로 설정되었다. 후퇴하는 조운을 추격한다.

## 묘사
제95회에만 출현한다. 제갈량이 제1차 북벌에 실패하고 퇴각한다. 기곡(箕谷)에서 의병(疑兵) 역할을 하던 조운과 등지도 철수한다. 곽회가 이를 추격하며 부장 만정을 앞세운다. 조운은 등지를 먼저 보내고 만정군을 상대하려고 기다린다. 그 영용함에 만정은 전진하지 못한다. 날이 저물어서야 조운이 천천히 퇴군한다. 곽회의 급히 뒤쫓으라는 지시에 만정이 수백 명의 기병을 이끌고 나아간다. 어느 숲에 이르렀는데 갑자기 배후에서 조운이 나타나 “조자룡이 여기 있다!”고 크게 호통친다. 다들 놀라서 백여 명은 낙마하고 남은 자들은 고개 넘어 달아난다. 만정이 애써 달려들지만 조운의 화살에 투구의 술이 맞고 계곡물 속으로 넘어진다. 조운이 창으로 가리키며 “목숨만은 살려줄테니 곽회더러 오라고 하여라!”고 한다. 만정은 그대로 돌아간다.

## 참고 문헌
- 나관중 원저, 모종강 개찬, 《삼국지연의》